# 鲑鱼疱疹病毒属
鲑鱼疱疹病毒属（學名：Salmonivirus）是皰疹病毒目異皰疹病毒科的一個屬，以鮭科魚類為宿主，共包含三種病毒，其中模式種為鲑鱼疱疹病毒1型（Salmonid herpesvirus 1）。

## 物種
本屬包含以下三種病毒：
- 鲑鱼疱疹病毒1型（Salmonid herpesvirus 1, SalHV-1）：分離自美國華盛頓州的虹鱒[3]。
- 鲑鱼疱疹病毒2型（Salmonid herpesvirus 2, SalHV-2）：又稱櫻鱒病毒病（Oncorhynchus masou virus disease, OMVD），分離自日本的櫻鱒，可能可感染多種鉤吻鮭屬魚類[3][4]。
- 鲑鱼疱疹病毒3型（Salmonid herpesvirus 3, SalHV-3）：又稱体表附生趋上皮病病毒（Epizootic epitheliotropic disease virus, EEDV），感染湖鱒[5]。

## 病毒學
本屬病毒外形為二十面體，具有外膜，直徑為150–200奈米，基因組為不分段的線型雙股DNA，長約174kb。